# لیوبوف شماتکو
لیوبوف شماتکو (اوکراینی: Любов Шматко؛ زادهٔ ۲۵ اکتبر ۱۹۹۳) بازیکن فوتبال اهل اوکراین است.
وی همچنین در تیم ملی فوتبال زنان اوکراین بازی کرده‌است.